# Rakó
Rakó (ukránul: Ракове) falu Ukrajnában, Kárpátalján, a Técsői járásban.

## Fekvése
Técsőtől északkeletre fekvő település.